# فقد (مسلسل)
فقد مسلسل سعودي تشويقي مُكون من 10 حلقات، من بطولة فيصل الدوخي، وليلى السلمان، وميلا الزهراني، ومن إخراج سمير عارف. عُرض في عام 2022.

## ملخص القصة
تجبر سارة على خوض تجربة مؤلمة عندما تفقد ابنها الصغير فيصل أثناء لعبه في الحديقة، ويتسلل إليها الشك بكل من حولها واحداً تلو الآخر.

## طاقم التمثيل
- فيصل الدوخي
- ليلى السلمان
- ميلا الزهراني
- نورا عصر
- في فؤاد
- مروة محمد
- تركي محرق
- طارق النفيسي
- شافي الحارثي
- شافي الشمري
- أغادير السعيد
- جبران الجبران
- جيهان الحربي
- فيصل العنزي
- فاطمة الشريف
- ياسر مشرف
- ريم الكويتية
- ريما محمد
- عزيز بحيص
- محمد العبدالله (ممثل سعودي)